# Strzebielinko Lęborskie
Strzebielinko Lęborskie – nieczynny przystanek kolejowy w Strzebielinkowie na linii kolejowej nr 230 Wejherowo – Garczegorze, w województwie pomorskim.